# Oudenaarde
Oudenaarde /'ɑʊ̯dənʔa:rdə/ (in fiammingo Oudenoarde, in francese Audenarde /odə'naʁd/) è una cittadina industriale belga di circa 30 000 abitanti sul fiume Schelda, situata nella provincia delle Fiandre Orientali.

## Storia

Mappa del Regno di Francia nel 1154, dove figura la Contea di Fiandra come suo vassallo

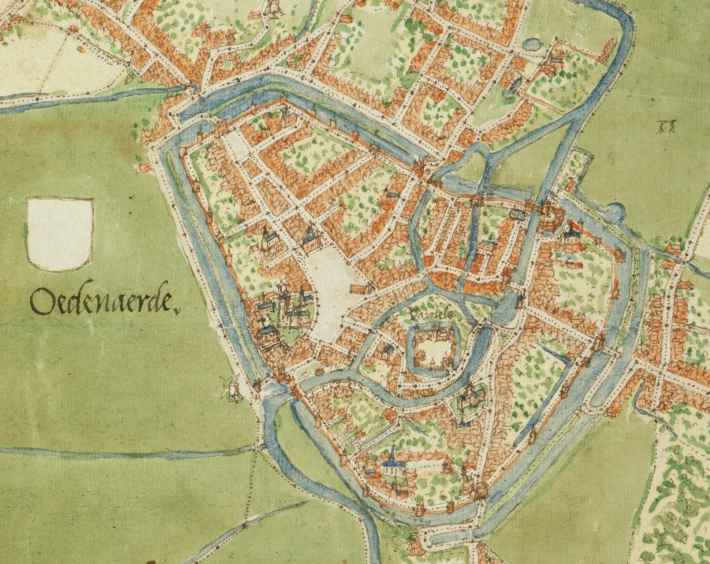
Mappa di Oudenaarde nel 1558

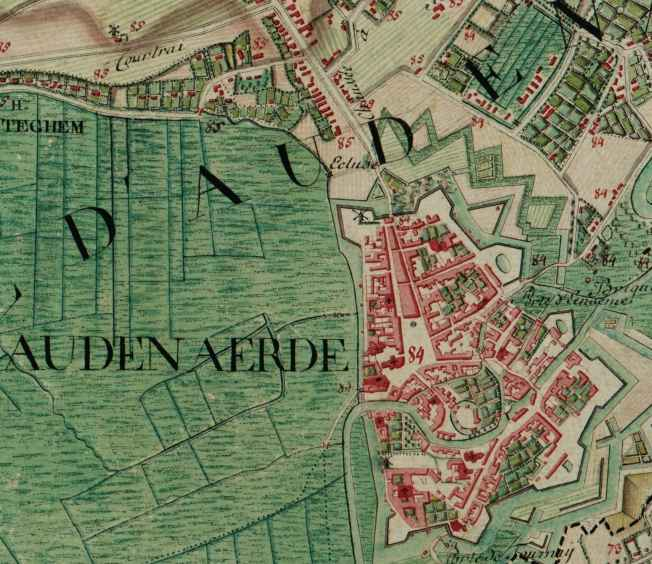
Oudenaarde fra il 1771 e il 1778

### Origini
Già caposaldo fortificato in epoca romana, tuttavia la nascita della città si fa risalire al 974, quando l'imperatore Ottone II del Sacro Romano Impero fece erigere delle fortificazioni sulla riva destra della Schelda nella località di Ename (oggi sobborgo di Oudenaarde). La Schelda era infatti divenuta il confine fra i possedimenti del Sacro Romano Impero, tramite la Lotaringia, a est e della Francia, attraverso la Contea delle Fiandre, a ovest. Così gli imperatori germanici iniziarono a fortificare gli avamposti sulla linea di confine, sia a Ename, come ad Anversa e Valenciennes.

### Medioevo
Ename crebbe molto velocemente. Entro il 1005, la città aveva già un paio di chiese ed era diventata la più popolosa del ducato di Lotaringia. Nell'anno 1030 Baldovino IV, conte di Fiandra, ordinò la costruzione di un castello sulla sponda sinistra della Schelda; la Torre di Oudenaarde (Aldenardensis Turris), in contrapposizione alle fortificazioni del Sacro Romano Impero sulla sponda destra del fiume. Nel 1033, Baldovino IV prese la città di Ename e vi proclamò la cosiddetta Trêve de Dieu (una sospensione dell'attività militare durante certi periodi dell'anno, organizzate durante il Medioevo dalla Chiesa Cattolica romana) e la rese un posto di frontiera contro gli imperatori germanici. Nel 1047, Baldovino V consolidò la vittoria del padre abbattendovi l'antica fortezza e trasformando l'insediamento in un luogo pacifico, ribadito nel 1062 dal fatto che vi fece erigere da sua moglie l'abbazia benedettina di San Salvatore. A quel tempo, i mercanti e gli artigiani dell'ex Gilda di Ename iniziarono a confluire dall'altra parte della Schelda, nella città di recente fondazione di Oudenaarde. Ename fu definitivamente smantellata nel 1054 e annessa alle Fiandre.
Iniziò così lo sviluppo di Oudenaarde, che nel 1150 ricevette il Titolo di Città dal conte Filippo d'Alsazia, e lentamente, nel XIII secolo, si alzarono due roccaforti urbane. Il torrione iniziale di Oudenaarde venne sostituito da una fortezza, e fortificazioni vennero erette nell'altra sponda del fiume a Pamele (più a sud dell'antica Ename). Tuttavia queste opere militari vennero smantellate dopo la disfatta fiamminga della Battaglia di Bouvines del 27 luglio 1214, quando le Fiandre entrarono sotto il controllo del Regno di Francia. Nel 1383 Oudennarde venne presa dai cittadini in rivolta della città di Gent.

### Gli Asburgo
Nel 1555 Carlo V, divenne signore dei Paesi Bassi, e nel 1558 donò a Oudenaarde la Carta di Città, unendola con Pamele, dall'altra parte della Schelda. La città è nota anche come luogo di nascita di Margherita di Parma, figlia legittimata nata nel 1522 da Carlo V e Johanna van der Gheynst (figlia di un tessitore di Oudenaarde), divenuta duchessa di Parma e Piacenza e poi governatrice dei Paesi Bassi spagnoli dal 1559 al 1567. Sotto il suo regno l'industria tessile di Oudenaarde, abile a produrre i suoi famosi arazzi, si afferma, tanto che passando da uno stato di più di 8 000 disoccupati, nel 1556 diviene la principale fonte di reddito per la città. Nel 1567 gli succedette Fernando Álvarez de Toledo, terzo duca d'Alba, detto il Duca di Ferro, che in seguito alla sua spietata politica di terrore atta a estirpare il Protestantesimo nella regione, vide un grande esodo della popolazione cittadina alla volta delle province settentrionali. Questo stato continuò fino alla presa della città da parte di Alessandro Farnese il 6 luglio 1582. Nel frattempo la popolazione di Oudenaarde era però dimezzata.

### Dominazione francese
I francesi bramavano Oudenaarde e l'attaccarono più volte, alla guida di Vauban, nel 1658 e nel 1667. Nel 1668 la Pace di Aquisgrana chiuse la cosiddetta Guerra di devoluzione e la città fu quindi assegnata alla Francia del Re Sole. La fontana sul Grote Markt (Piazza del Mercato Grande), ancora perfettamente funzionante, venne costruita in omaggio a Luigi XIV e come abbeveramento per i cavalli. Nella primavera del 1684, in seguito ai conflitti scaturiti dalla revoca dell'Editto di Nantes, i francesi si trovarono a difendere militarmente la città, ancora guidati da Vauban, attaccarono di nuovo la città, per tre giorni il fuoco arrivò dalla Kerselareberg, la vittoria fu francese, ma Oudenaarde ne uscì in gran parte rovinata.
Ma la città è nota per un'altra battaglia, detta proprio la battaglia di Oudenaarde, combattuta il 11 luglio 1708 nell'ambito della guerra di successione spagnola. Le truppe imperiali guidate dal principe Eugenio di Savoia e dal duca di Marlborough, sconfissero le truppe francesi del duca di Vendôme, e del duca di Borgogna, primo nipote in linea diretta di Luigi XIV.
L'11 maggio 1745, durante la guerra di successione austriaca, i francesi invasero ancora una volta Oudenaarde nella Battaglia di Fontenoy. Gli austriaci, i membri britannici e olandesi, vennero sconfitti dall'esercito francese guidato dal maresciallo Maurizio di Sassonia.

### Storia moderna
Fino al XIX secolo la città era ancora cinta dalle mura, che furono abbattute all'inizio del XX secolo.
Nella prima guerra mondiale, durante la Battaglia della Schelda il 1º novembre 1918 la città fu pesantemente danneggiata e si approfittò per abbattere alcune vecchie case sul centrale Grote Markt per assicurare un accesso più ampio alla piazza.
La seconda guerra mondiale ha ancora colpito Oudenaarde. I danni sono stati minori, tuttavia ci volle fino al 1949 per ripararli. In precedenza attraversava il centro della città un affluente della Schelda, che negli anni cinquanta venne parzialmente chiuso. Oggi sono ancora visibili dei tratti dietro la Biblioteca comunale e nel Parco cittadino.

## Monumenti e luoghi d'interesse

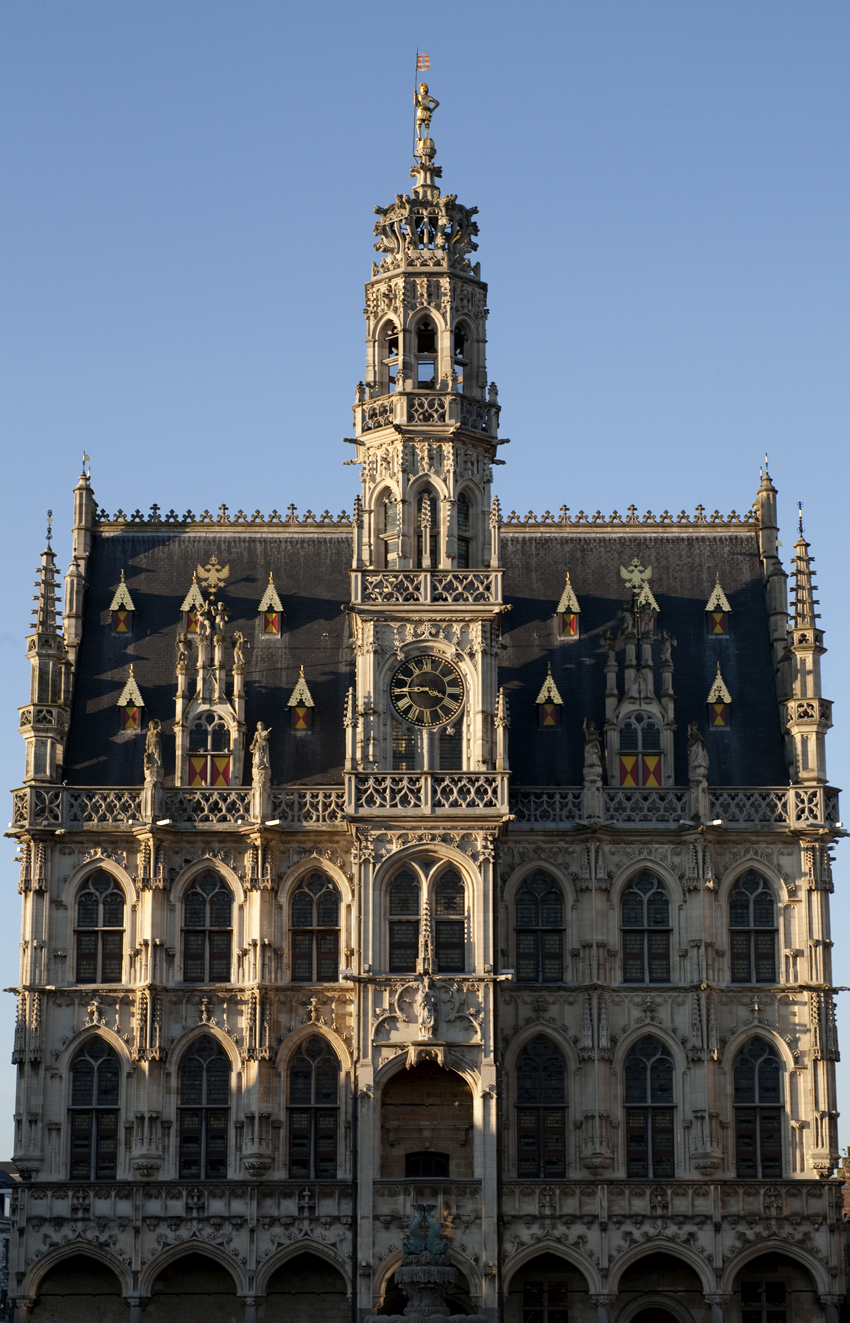
il Municipio di Oudenaarde col caratteristico Befroi

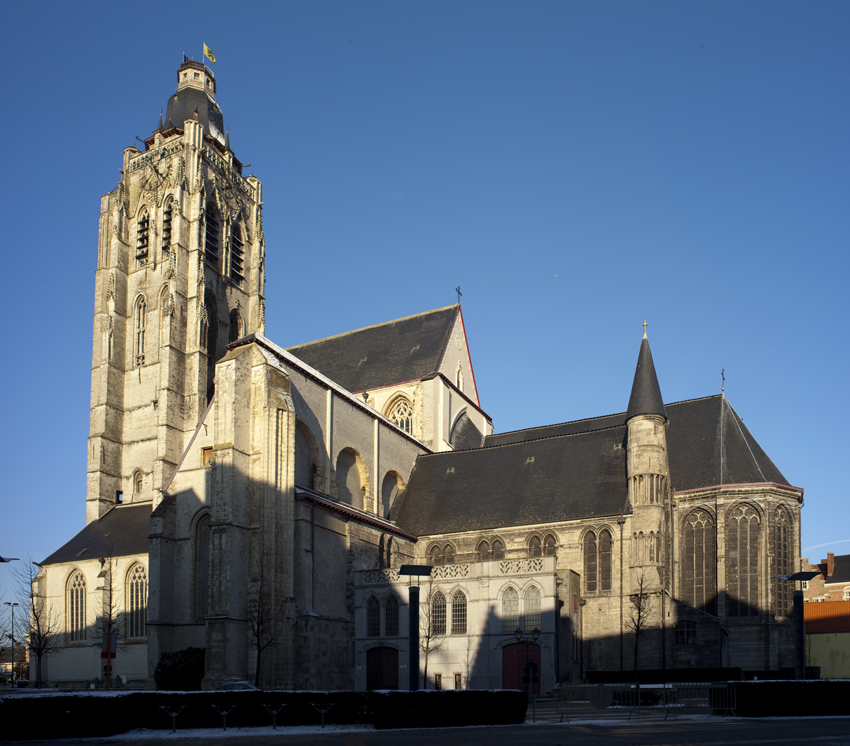
la Collegiata di Santa Valpurga

- Grote Markt. La Piazza del Mercato Grande è il centro della città. Vi sorgono attorno i monumenti principali come il Municipio, la Collegiata e antiche case. Al centro è una fontana barocca eretta nel XVII secolo in onore al Re Sole che aveva conquistato la città.
- Stadhuis. Il Municipio di Oudenaarde, sul centrale Grote Markt, venne costruito fra il 1526 e il 1537 Rappresenta uno dei capolavori del Gotico brabantino e uno dei palazzi comunali più belli d'Europa.
- Sint-Walburgakerk. La Collegiata di Santa Valpurga, sul Grote Markt, è un grande edificio Gotico brabantino iniziato nel XIII secolo e rimasto incompiuto. Dedicato a Santa Valpurga di Heidenheim, lo domina l'imponente Torre-portico campanaria di 88 metri d'altezza dotato di un carillon di 47 campane.
- Huis Margaretha van Parma. La Casa di Margherita di Parma sorge sul Grote Markt. Vi nacque la Duchessa di Parma, divenuta poi governatrice dei Paesi Bassi, figlia legittimata dell'imperatore Carlo V e di una donna borghese di Oudenaarde. È un bell'esempio di architettura Tardo gotica civile. La facciata del XVI secolo, si compone di un piano terra ad archi ribassati, un primo piano ad ampie finestre crociate e grande tetto aperto da abbaini. Nel XVII secolo l'edificio venne riabilitato come Scuola per i poveri. A fianco della Casa si erge la Boudewijntoren Torre di Baldovino dell'XI secolo, che costituisce l'ingresso all'edificio.
- Vleeshuis. Il Mercato delle Carni, che sorge anch'esso sul Grote Markt, è un imponente edificio neoclassico costruito tra il 1779 e il 1783 dagli architetti Van Der Meersch e Van Den Hende. È una costruzione assai bizzarra, sia nell'impiego dei materiali usati, affatto in auge nei Paesi Bassi meridionali; sia nell'uso. Infatti mentre la parte inferiore era destinata al mercato, appunto, quella superiore era sede dell'Accademia di disegno.

Negli anni ottanta l'edificio è stato completamente restaurato e divenuto sede della Biblioteca civica.
- Onze-Lieve-Vrouwhospital. L'Ospedale di Nostra Signora, a fianco della Collegiata di Santa Valpurga, ingloba edifici di epoche diverse. La cappella e il chiostro gotici del XV e XVI secolo, il Palazzo Vescovile rinascimentale del 1599 e l'edificio principale, in stile Rococò del 1772.
- Onze-Lieve-Vrouw van Pamelekerk. La Chiesa di Nostra Signora di Pamele, edificio gotico primitivo eretto a partire dal 1234 dal primo architetto belga conosciuto Arnould di Binche.
- Sint-Leonarduskerk. La Chiesa di San Leonardo di Ename, uno degli edifici romanici meglio conservati del Belgio. Sorge nel sobborgo di Ename, al tempo prima fondazione di Oudenaarde e posto strategico di frontiera fra il Sacro Romano Impero germanico e il Regno di Francia. Venne eretta dal conte Herman van Verdun fra il 998 e il 1024, durante il suo mandato di margravio di Ename, come simbolo di fedeltà all'imperatore.

## Amministrazione

### Gemellaggi
- Arras
- Bergen op Zoom
- Buzău
- Castel Madama
- Coburgo, dal 1972[4]
- Hastings